# Mary the Coster
Mary the Coster è un cortometraggio muto del 1910 diretto da Lewin Fitzhamon.

## Trama
Una coppia di venditori ambulanti salva il nipote di un signore molto ricco dai suoi rapitori.

## Produzione
Il film fu prodotto dalla Hepworth.

## Distribuzione
Distribuito dalla Hepworth, il film - un cortometraggio di 198,02 metri - uscì nelle sale cinematografiche britanniche nel marzo 1910.
Si conoscono pochi dati del film che, prodotto dalla Hepworth, fu distrutto nel 1924 dallo stesso produttore, Cecil M. Hepworth. Fallito, in gravissime difficoltà finanziarie, il produttore pensò in questo modo di poter almeno recuperare il nitrato d'argento della pellicola.